# Рыбное (озеро, Лоухский район)
Рыбное — пресноводное озеро на территории Амбарнского сельского поселения Лоухского района Республики Карелии.

## Общие сведения
Площадь озера — 1,8 км². Располагается на высоте 77,8 метров над уровнем моря.
Форма озера лопастная, продолговатая: оно более чем на четыре километра вытянуто с северо-востока на юго-запад. Берега изрезанные, каменисто-песчаные, преимущественно возвышенные.
Из юго-западной оконечности Рыбного вытекает безымянный водоток, впадающий в озеро Пиземское, через которое протекает река Гридина, впадающая в Белое море.
В озере расположено не менее пяти небольших безымянных островов.
Населённые пункты вблизи водоёма отсутствуют.
Код объекта в государственном водном реестре — 02020000711102000002859.